# Raïon d'Amoursk
Le raïon d'Amoursk (en russe : Аму́рский райо́н, Amourski raïon) est une subdivision administrative (raïon) et une municipalité (raïon municipal) du kraï de Khabarovsk, en Russie. Le raïon fait partie de la région d'Extrême-Orient russe. Son centre administratif est la ville d'Amoursk, et il compte en tout 30 localités, réparties dans 10 municipalités. Sa population s'élevait à 56 707 habitants en 2023.